# Френски паспорт
Френският паспорт е френски личен документ за пътуване в чужбина, издаден на гражданин на Франция, който да служи за установяване на самоличността на лицето и доказателство за френското гражданство.

## Видове паспорти
През 2018 г. във Франция има седем различни вида паспорти, регулирани от стандартите на Международната организация за гражданска авиация (ИКАО).
- Обикновен паспорт
- Паспорт на редовен пътник
- Временен паспорт
- Дипломатически паспорт
- Спешен дипломатически паспорт
- Паспорт на мисията
- Служебен паспорт

## Външен вид
Френските паспорти са бордо червени с герба на Франция в центъра на предната корица. Думата PASSEPORT (паспорт) е разположена под герба, а над нея са надписите Union européenne (Европейски съюз) и République française (Френска република). Корицата на биометричния паспорт съдържа и биометричен символ в долната част. Френският паспорт използва стандартния дизайн на паспортите на членовете на Европейския съюз. Стандартният паспорт съдържа 32 страници.

### Информационна страница за идентификация
Паспортът на френски гражданин съдържа следната информация:
- Снимка на притежателя на паспорта (Широчина: 35 mm, височина : 45 mm; Височина на главата (до върха на косата): 34,5 mm; Разстояние от горната част на снимката до върха на косата: 3 mm)
- Тип (P)
- Код на държавата (FRA)
- Номер на паспорта
- Номер на паспорта Фамилно име (1)
- Име (2)
- Националност (3)
- Дата на раждане (4)
- Пол (5)
- Място на раждане (6)
- Дата на издаване (7)
- Дата на изтичане на срока на валидност (8)
- Място на издаване (9)
- Подпис на собственика (10)
- височина (12)
- Цвят на очите (13)
- Място на пребиваване (15) – Страница 36

Информационната страница завършва с област за машинно четене.

### Езици
Информационната страница е отпечатана на английски и френски език.

## Статистика
През 2018 г. Франция е произвела 4 090 423 паспорта, което е по-малко от броя на личните карти, произведени през същата година (4 810 599). Това представлява 6,12 паспорта, произведени годишно на 100 жители, в сравнение например със САЩ (6,3 на 100 жители).